# FEMSA
Fomento Económico Mexicano, S.A.B. de C.V., nota con l'acronimo FEMSA, è una multinazionale messicana attiva nel settore delle bevande e della ristorazione e avente sede nella città di Monterrey. È la più grande azienda imbottigliatrice della Coca-Cola del mondo e controlla una catena di convenience store in Messico. È anche il secondo maggiore azionista di Heineken International.
Nel 2014 aveva un fatturato di 19,2 miliardi di dollari statunitensi, dato che la pone al quinto posto in Messico. Opera nell'intera America Latina e nelle Filippine, principalmente attraverso centrali di imbottigliamento. Molto nota in Messico perché proprietaria della catena di negozi a basso costo OXXO, possedeva Cuauhtémoc Moctezuma Brewery e possiede tuttora il C.F. Monterrey, società calcistica tra le più importanti del Messico.
È quotata alla Bolsa Mexicana de Valores e alla Borsa di New York.

## Gruppo
FEMSA è suddivisa in quattro business unit:

### Coca-Cola FEMSA
FEMSA possiede il 47,9% del più grande imbottigliatore mondiale di Coca-Cola in volume, Coca-Cola FEMSA, S.A. de C.V. (NYSE: KOF), che opera in dieci paesi coprendo l'area metropolitana di Città del Messico, Messico sudorientale, America Centrale e Sud America.
Coca-Cola FEMSA è l'imbottigliatrice di Coca-Cola e dei relativi prodotti di bevande analcoliche in gran parte dell'America Latina. L'azienda è una parte importante del sistema Coca-Cola. Coca-Cola FEMSA distribuisce circa il 10% della produzione mondiale di prodotti Coca-Cola. Questo lo rende, dopo Coca-Cola Enterprises, il secondo più grande imbottigliatore di Coca-Cola al mondo.
La società è posseduta per il 47,9% da FEMSA, per il 28,1% da The Coca-Cola Company e la quota rimanente è quotata alla Borsa di New York e alla Borsa di Città del Messico. L'azienda ha sede a Monterrey.

### FEMSA Comercio
FEMSA Comercio gestisce OXXO, la principale catena di minimarket in Messico e un portafoglio in crescita di altre catene di vendita al dettaglio di piccolo formato in America Latina, nonché una rete di stazioni di servizio al dettaglio per carburante, lubrificanti e prodotti per la cura delle auto in Messico.

### Industria della birra
L'11 gennaio 2010, la società di birra olandese Heineken International ha acquistato FEMSA Cerveza (Cervecería Cuauhtémoc Moctezuma), le operazioni di birra di FEMSA, in uno scambio di azioni che ha lasciato FEMSA come proprietario del 20% della Heineken. FEMSA Cerveza precedentemente possedeva Cervecería Cuauhtémoc Moctezuma, il secondo produttore di birra in Messico, subito dopo il Grupo Modelo.
Dal gennaio 2006, FEMSA possedeva anche il 68% di FEMSA Cerveja Brasil, un birrificio sudamericano fondato nel 1982 in Brasile come "Cervejarias Kaiser". Nel 2005 il birrificio deteneva l'8,7% della quota di mercato in Brasile con una produzione annua di 2.500 milioni di litri. Il marchio è stato acquistato da Molson nel 2002. In seguito alla vendita a FEMSA, Molson ha mantenuto il 15% della società insieme a un seggio nel consiglio di amministrazione.

### FEMSA Negocios Estratégicos
FEMSA Negocios Estratégicos (precedentemente nota come FEMSA Insumos Estratégicos) fornisce logistica, soluzioni di refrigerazione per punti vendita e soluzioni di materiali plastici alle unità aziendali di FEMSA e ai clienti di terze parti.